# Teucholabis metamelania
Teucholabis metamelania är en tvåvingeart som beskrevs av Alexander 1973. Teucholabis metamelania ingår i släktet Teucholabis och familjen småharkrankar. Inga underarter finns listade i Catalogue of Life.